# Хойті-Тойті
«Хойті-Тойті» — фантастичне оповідання російського радянського письменника-фантаста Олександра Бєляєва. Вперше опубліковано 1930 року.

## Історія
Оповідання написано в перший ленінградський період письменника, коли Бєляєв у грудні 1928 року переїхав із Москви до Ленінграда, прожив там до початку 1930 року, і почав професійно займатися літературою. Це передостаннє оповідання із серії «Винаходи професора Вагнера», воно є продовженням оповідання «Амба». Вперше опубліковано в журналі «Всесвітній слідопит» (1930, № 1-2).

## Сюжет
Берлін. У цирку Буша виступає незвичайний слон Хойті-Тойті, який вміє рахувати і читати, проте одного разу слон ображається на свого дресирувальника за неповажну поведінку останнього і йде з цирку. Поліція вже готова вбити тварину, але ситуацію рятує професор Вагнер із Москви, після згадки імені якого слон заспокоюється та повертається до цирку. Вагнер упізнає загубленого слона, якому він колись пересадив мозок загиблого німецького вченого Рінга. Під час прогулянки до Швейцарії слон розповідає Вагнеру свою історію. Вагнер у спеціальній експедиції в Конго пересадив дикому африканському слону мозок, який жив у нього в лабораторії і який занудьгував без тіла, але був занадто великий для людського черепа. Під час однієї з нічних прогулянок африканськими джунглями слон по-людськи злякався леопарда, втік у ліс і заблукав. Він довго блукав джунглями, пристав до череди диких слонів, потім був в'ючним слоном у браконьєрів, поки, нарешті, не знайшов ферму, де його прийняли як ручного… Хойті-Тойті.

### Особливості сюжету
У оповіданні описано кілька винаходів професора Вагнера:
- Система підтримання ізольованого мозку людини та комунікації (перегукується з основною ідеєю роману «Голова професора Доуеля»);
- Прозорий каучук, з якого Вагнер зробив кулю для прогулянок джунглями та невидиму сітку для лову слонів;
- «Слонова горілка», сильнодійний засіб, що п'янить і присипляє тварин.

## Персонажі
- Штольц — професор зоології в Берліні
- Шміт — професор
- Фрідріх Юнг — поводар слона
- Людвіг Штром — директор цирку
- Іван Степанович Вагнер, «Ваг» — професор із Москви
- Яким Іванович Денисов, «Ден» — помічник професора Вагнера
- Рінг — загиблий німецький учений, чий мозок Вагнер пересадив слону
- Пєсков — колишній помічник Вагнера
- Мпепо — тубілець, провідник браконьєрів
- Бакала, Кокс, Броун — браконьєри, мисливці за слоновою кісткою